# Lunar and Planetary Science Conference
A Lunar and Planetary Science Conference (Holdi és Planetáris Konferencia) mindmáig a legnagyobb holdi és bolygókutatással foglalkozó konferencia, melyet az Amerikai Egyesült Államokban, Texas államban, Houstonban tartanak meg minden évben. Az elsőt 1970-ben, az Apollo–11 mintáinak elemzésével kezdték meg.

## A konferencia helyszíne
A Holdi és Planetáris Konferenciát a NASA Johnson Space Center (JSC) és a Lunar and Planetary Institute (LPI) közösen rendezi meg, minden évben az Apolló expedíciók 1969-es megindulása óta. 2001-ig a NASA Johnson Space Center Gillruth Center nevű épületegyüttesében rendezték meg a konferenciákat. 2002 és 2008 között a Clear Lake Szálloda adott otthont a konferenciának. 2009-től kezdve pedig a Houstontól északra fekvő Woodlands városban a Mariott Szálloda és konferenciaközpont lett a konferencia helyszíne. A beküldött közlemények száma 2011-ben már az 1800-at is fölülmúlta. Ezek két oldalas összefoglalóját korábban három vaskos kötetben, de 1997 és 2010 között már egy CD ROM-on, 2011-től kezdve pedig egy adatrúdon (angolul pendrive) kapja meg minden résztvevő. Óvatos becslés alapján is közel 100 000 oldalt tesz ki az elmúlt 42 év összefoglaló kétoldalasainak a terjedelme.

## Témakörök
A Lunar and Planetary Science konferenciák a Naprendszerben végzett űrkutatási munkáknak (planetológia, a kozmopetrográfia, kozmogeokémia, asztrobiológia, planetáris űrtechnológia) a legnagyobb konferenciái. A konferencia anyagát több mint 100 szekcióba osztják be a szervezők. A mintegy 1700 közleményt mintegy 600 előadásra, 1000 poszterre és 100 print only közleményre tagolják. A keddi és a csütörtöki estékre van beosztva a poszter-szekciók anyaga.
A konferencián az utóbbi években a Mars és a Hold mellett a Merkúr, a Vénusz, a Jupiter Galilei-féle holdjai, a Titán, és az Enceladus szerepelnek kiemelkedően fontos égitestként. A Marsot vizsgáló Mars Express és Mars Reconnaissance Orbiter valamint a MER-A Spirit és a MER-B Opportunity, a Szaturnusz körül dolgozó Cassini, a Hold körül dolgozó Lunar Reconnaissance Orbiter, valamint a korábbi LCROSS, Kaguja (Selene), Csang-o–1 és Csandrajáan–1, a Merkúrt kutató MESSENGER űrszondák eredményei foglalnak el központi helyet.
Az ezredforduló idején a Galileo űrszonda vizsgálta a Jupiter nagy holdjait és térképezték föl e felvételek segítségével. A Cassini űrszonda megjelenésével, a Huygens leszállásával a Titánra a Szaturnusz holdjai kerültek a vizsgálatok középpontjába a külső Naprendszerben. Különösen az Enceladusról, és a Titánról közvetített különösen fontos új eredmények tartják izgalomban a kutatókat.
Szép eredmények kerülnek folyamatosan bemutatásra a Vénusz geológiai térképezéséről is (M. Ivanov, Vernadszkíj Intézet, Moszkva). Számos előkészületben lévő holdi és marsi leszállóhelyről is készül geológiai térkép. Fontos terület a kisbolygók és a meteoritok kutatása is. Folyamatosan zajlik 40 éve a NASA holdkőzetek, valamint a holdi, a marsi meteoritok vizsgálata is. A kisbolygótörmeléknek tekinthető meteoritok vizsgálata alapján egyre több kisbolygó rekonstruálására történt kísérlet.

## Kiemelkedő kutatások és kutatók
Nehéz négy évtized kiemelkedő kutatásait összegezni. Mégis érdemes a tájékozódás kedvéért nem csak a kutatási területeket, hanem jelentős személyiségeket is megnevezni azok közül, akik e konferenciákon részt vettek és a világ tudományos előrehaladását formálták. Ez a szakasz folyamatosan bővül.
A Hold kutatásával indult a konferencia, tehát illő, hogy a sor elején jelentős holdkutatókat említsünk. Eugene Shoemaker, Harold Masursky, Don Wilhelms, William Hartmann, Gerhard Neukum, T. Mutch, Farouk El-Baz, néhány név, azoké, akik a holdi sztratigráfia megalapozását végezték, s munkáikra ma is sokan hivatkoznak. James Head, R. Frey, P. Schenk, A. Bazilevsky, M. Ivanov, M. Kreslavsky, K. L. Tanaka, kiemelkedő nevek a planetáris geológiában, amely ma már a Holdra, a Marsra, a Merkúrra, a Jupiter és a Szaturnusz nagy holdjaira is kiterjed.
A kőzettanban J. A. Wood, R. Walker, E. Haggerty, G. M. Brown, A. E. Ringwood, J. Taylor, C. Neal, B. Jolliff, P. Warren, G. Ryder, G. Lofgren, L. Taylor fontos személyek, a meteoritikában J. T. Wasson, M. Prinz, E. R. D. Scott, L. Grossman, H. B. Wiik, B. Mason, K. Keil, M. Grady, C. Pillinger, D. Clayton, T. Mayeda, fontos személyiségek.
A meteoritika antarktiszi kutatásában kiemelkedő szerepet játszik K. Yanai, H. Kojima, W. Cassidy, D. Mitthlefehldt, T. McCoy, M. Weissberg, H. Takeda, L. Nyquist és sok más társuk.
A kisbolygók kutatásában T. McCord, M. Gaffey, R. Binzel, T. Hiroi, C. Chapman, B. Zellner, J. Gradie, C. Pieters és sokan mások, a Nap csillagkorszaka előtti szemcsék (presolar grains) kutatásában E. Zinner, a bolygóközi por kutatásában M. Zolensky tartozik a legjelentősebb kutatók közé.
A marsi meteoritok kutatói közül David McKay, Gordon McKay, Takashi Mikouchi, A. Treiman, C. Goodrich nevét emelhetjük ki. Valójában a kutatók számos rokon területen is kifejtik munkásságukat.
A kőzettani teoretikai munkásság területén most J. Longhi, D. Walker nevét említjük. A kiemelkedő személyek bemutatása segítheti az olvasókat abban, hogy a keresőkkel kutatási területeket ismerjenek meg és tárjanak föl maguk is a világháló segítségével.
Külön fejezetet képeznek az éppen futó űrkísérletek szereplői. Például a két MER rover munkáját a Marson R. Arvidson, S. Squyres irányítja (PI a principal investigator rövidítése), egy-egy műszerrel végzett kutatást a szondán például K. Herkenhoff, J. Grotzinger vagy P. Christensen vezet. Neves műszerfejlesztők pl. Michael Malin (a cégénél kifejlesztett MOC kamera), vagy Gerhard Neukum (az általa tervezett MEX HRSC kamera), vagy Igor Mitrofanov (az általa fejlesztett LEND neutron-detektor).

## Magyar kutatók részvétele
Különböző planetológiával, meteoritikával, űrszondás bolygókutatással és űrkutatás oktatással foglalkozó magyar csoportok mintegy 15 éve vesznek részt a Holdi és Planetáris Konferenciákon. Ez alatt az idő alatt mintegy 250 magyar közlemény jelent meg és érhető el ma is a konferencia és az LPI (Lunar and Planetary Institute) honlapján.

## Külső hivatkozások
- Az LPI honlapja
- A legutóbbi Lunar and Planetary Science Conference honlapja
- A Harvard Egyetemen fönntartott NASA Astrophysics Data System honlap elérhetősége